# Schellbachstreifen
Ein Schellbachstreifen ist ein breiter weißer Milchglasstreifen auf der Rückseite einer Bürette, auf dem sich ein 1 mm schmaler, farbiger (meist blauer) Längsstreifen befindet, der den Flüssigkeitsstand in der Bürette durch zwei sich treffende Pfeilspitzen visuell anzeigt. Dieser optische Effekt wird durch den Meniskus der Flüssigkeitsoberfläche in der Bürette verursacht. Dadurch wird die Ablesegenauigkeit verbessert.
Die Benennung geht zurück auf den deutschen Mathematiker und Physiker Karl Heinrich Schellbach (1805–1892).